# Liste von Panzerkampfwagen gemäß den Kennblättern fremden Geräts D 50/12

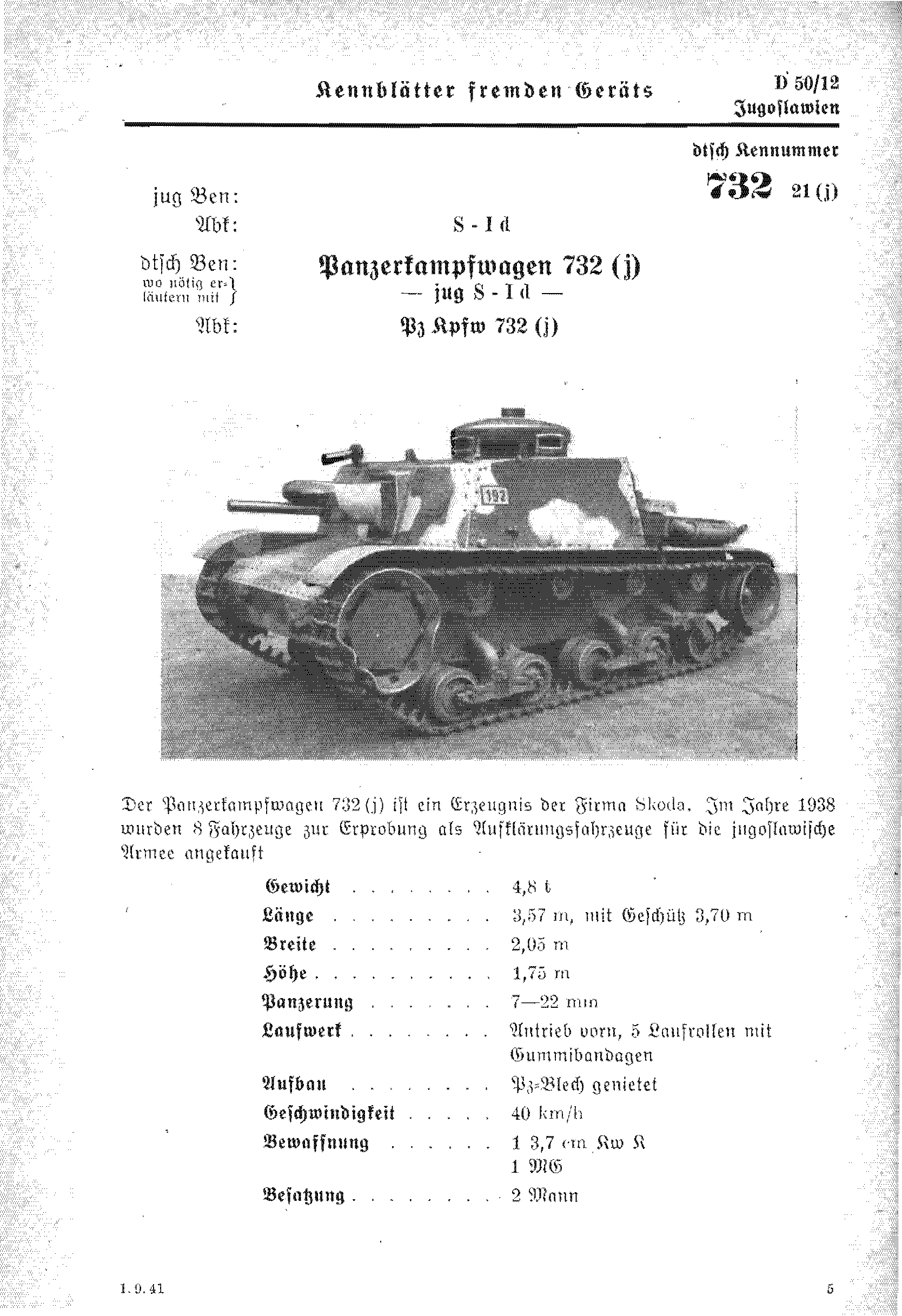
Kennblattbeispiel zu
D 50/12 Nr 732 21 (j)

In dieser Liste von Panzerkampfwagen gemäß den Kennblättern fremden Geräts D 50/12 werden Fremdgeräte vom Typ Panzerkampfwagen aufgeführt, die vom Heereswaffenamt verzeichnet wurden.
Nachfolgend ein Überblick/Auszug zur offiziellen Dokumentation Kennblätter fremden Geräts D 50/12: Kraftfahrzeuge.

## Hinweise zur Liste
Aufbau der Tabelle
Untenstehende Tabelle führt folgenden Spalteninhalte:
- dtsch. Kennnr. (deutsche Kenn-Nummer), dies entspricht dem Originalindex in den Kopfzeilen der Kennblätter mit Kennnummer, Stoffgebietenummer und Beutezeichen.
- Abk. dtsch. Ben. (Abkürzung deutsche Benennung), Originalbezeichnung entnommen aus der fünften Zeile der Kennblätter.
- Landesbez. nach HWA (Heereswaffenamt), Originalangaben entnommen aus der ersten Zeile der Kennblätter.
- (Wikipedia-Artikel) Link zum Wikipedia-Artikel in runden Klammern in der zweiten Zeile unter Landesbez. nach HWA.
- Bild, eine Bildauswahl aus Wikipedia für dieses Objekt.
- Bemerkungen, Originalangaben entnommen aus den erweiterten Angaben der Kennblätter.

 Info: Die in der Tabelle angegebenen Originaleinträge sollen nicht geändert werden, weil diese den Angaben aus den Kennblättern entsprechen. Nach neuerem Forschungsstand sind teilweise Errata in den Kennblättern erkannt worden. Diese werden unten im Abschnitt Anmerkungen jeweils zur Kenn-Nummer erläutert. Die Wikilinks in den runden Klammern sollten das Lemma der entsprechenden Artikel in Wikipedia enthalten.

## Tabellarische Übersicht
| dtsch. Kennnr. | Abk. dtsch. Ben.          | Landesbez.nach HWA (Wikipedia-Artikel)                                            | Bild | Bemerkungen |
| -------------- | ------------------------- | --------------------------------------------------------------------------------- | ---- | --- |
| 730 21 (a)     | Pz Kpfw M I 730 (a)       | Light Cavalry Combat Car M I (M1 Combat Car)                                      |      | wird seit 1936 gebaut, schwach gepanzerter, schneller Aufklärer mit zwei Drehtürmen                                                          |
| 730 21 (f)     | Pz Kpfw 17 R 730 (f)      | Renault FT (Renault FT)                                                           |      | eckiger Turm |
| 730 21 (f)     | Pz Kpfw 18 R 730 (f)      | Renault FT (Renault FT)                                                           |      | runder Turm |
| 730 21 (i)     | Pz Kpfw Fiat 3000 B (i)   | Carro d’assalto leggero tipo 3000 B (Fiat 3000)                                   |      | im Herbst 1930 in das italienische Heer eingeführt, seit 1933 nur noch Ausbildungsgerät                                                      |
| 730 21 (j)     | Pz Kpfw 17 R 730 (f)      | Renault FT (Renault FT)                                                           |      | französisches Erzeugnis, eckiger Turm |
| 731 21 (a)     | Pz Kpfw M 2-731 (a)       | Light Cavalry Combat Car M2A1 (Combat Car M2)                                     |      | Weiterentwicklung des Pz Kpfw M I 730 (a), jedoch nur ein Turm und verlängerte Kettenauflage                                                 |
| 731 21 (f)     | Pz Kpfw 35 R 731 (f)      | Char léger 1935 R (Renault R-35)                                                  |      | gedrungene Form mit allseitig abgerundeten Kanten                                                                                            |
| 731 21 (h)     | Pz Kpfw FT 731 (h)        | Renault FT (Renault FT)                                                           |      | französisches Erzeugnis |
| 731 21 (i)     | Pz Kpfw L/3-35 (i)        | Carro Armato L/3-35 (L3/33)                                                       |      | 1933 unter der Bezeichnung carro veloce eingeführt                                                                                           |
| 731 21 (j)     | Pz Kpfw 35 R 731 (j)      | in D 50/12 keine Angabe (Renault R-35)                                            |      | französisches Erzeugnis |
| 731 21 (r)     | Schw Pz Kpfw T 37-731 (r) | T 37 (T-37 (Panzer))                                                              |      | verbesserte Version des Schwimm-Pz-Kpfw Morskoi 33                                                                                           |
| 732 21 (a)     | Pz Kpfw M 2 A 1-732 (a)   | Light Cavalry Combat Car M2A1 (M2 Light Tank)                                     |      | veränderter Turm gegenüber dem Pz Kpfw M 2-731 (a)                                                                                           |
| 732 21 (f)     | Pz Kpfw D 1-732 (f)       | Char d’assault D 1 (Char D1)                                                      |      | 1934 eingeführt, erkennbar durch eigenartige Antennenkonstuktion, durch Einführung des Pz Kpfw D 2-733 (f) nicht mehr gebaut                 |
| 732 21 (i)     | Pz Kpfw L/3-33 (i) (Flam) | Carro Armato L/3-33 lf (L3/33)                                                    |      | Flammenausführung |
| 732 21 (j)     | Pz Kpfw 732 (j)           | in D 50/12 keine Angabe Škoda Š-I-D (T-32)                                        |      | Erzeugnis von Skoda, 1938 wurden 8 Fahrzeuge zur Erprobung für die jugoslawische Armee gekauft                                               |
| 732 21 (r)     | Schw Pz Kpfw T 38-732 (r) | T 38 (T-38 (Panzer))                                                              |      | gleicht im Wesentlichen dem Schw Pz Kpfw T 37-731 (r), jedoch ohne Schwimmkörper, links angebrachter Turm                                    |
| 733 21 (e)     | l Pz Kpfw Mk II 733 (e)   | Light Tank Mk II (Light Tank Mk I)                                                |      | 1931 eingeführt und nicht mehr hergestellt, wurde durch den l Pz Kpfw Mk IV 734 (e) ersetzt                                                  |
| 733 21 (f)     | Pz Kpfw D 2-733 (f)       | Char d’assault D 2 (Char D2)                                                      |      | 1936 eingeführt als Weiterentwicklung des Pz Kpfw D 1-732 (f), hauptsächlich als „Pz Kpfw in der Hand des Truppenführers“ eingesetzt         |
| 733 21 (i)     | Pz Kpfw L/6 (i)           | Carro Armato L/6 (L6/40)                                                          |      | 1939 in das italienische Heer eingeführt, wird nicht mehr hergestellt                                                                        |
| 733 21 (r)     | Schw Pz Kpfw T 40-733 (r) | T 40 (T-40 (Panzer))                                                              |      | Nachfolger des Schw Pz Kpfw T 38-732 (r) |
| 734 21 (e)     | l Pz Kpfw Mk IV 734 (e)   | Light Tank Carden Loyd Mk IV (Light Tank Mk IV)                                   |      | Weiterentwicklung des l Pz Kpfw Mk II 733 (e), seit 1937 eingeführt, gilt jedoch als veraltet und wird ersetzt durch Pz Kpfw Mk IV B 735 (e) |
| 734 21 (f)     | Pz Kpfw 35 H 734 (f)      | Char léger Hotchkiss 1935 (Hotchkiss H-35)                                        |      | hat große Ähnlichkeiten mit Pz Kpfw 35 R 731 (f), jedoch verändertes Laufwerk                                                                |
| 734 21 (i)     | Pz Kpfw M/11-39 (i)       | Carro Armato M/11-39 (M11/39)                                                     |      | wird nicht mehr hergestellt und durch den Pz Kpfw M/13-40 ersetzt                                                                            |
| 734 21 (r)     | Pz Kpfw T 27 A 734 (r)    | Tanketka T 27 A (T-27)                                                            |      | Nachbau des Carden-Loyd Mk VI, mit Kopfpanzer ausgestattet, veraltet                                                                         |
| 735 21 (e)     | l Pz Kpfw Mk VI B 735 (e) | Light Tank Mk VI B (Light Tank Mk VI)                                             |      | entwickelt aus dem l Pz Kpfw Mk IV 734 ,(e) Aufbau geräumiger                                                                                |
| 735 21 (f)     | Pz Kpfw 38 H 735 (f)      | Char léger Hotchkiss 1938 Hotchkiss H-39)                                         |      | äußerlich nur wenig Unterschiede zum Pz Kpfw 35 H 734 (f), jedoch mit höherem Heck für einen stärkeren Motor.                                |
| 735 21 (i)     | Pz Kpfw M/13-40 (i)       | Carro Armato M/13-40 (M13/40)                                                     |      | Hauptausstattung der italienischen Armee |
| 735 21 (r)     | Pz Kpfw RRu M 23-735 (r)  | Renault-Russky M 23 (Renault FT)                                                  |      | 1923 nach dem Muster des Pz Kpfw 17 R 730 (f) gebaut, jedoch mit einem zusätzlichen MG                                                       |
| 736 21 (e)     | l Pz Kpfw Mk VI C 736 (e) | Light Tank Mk VI C (Light Tank Mk VI)                                             |      | gleiches Fahrgestell wie l Pz Kpfw Mk VI B 735 (e), jedoch geänderter Turm                                                                   |
| 736 21 (f)     | Pz Kpfw ZM 736 (f)        | Char ZM (Renault R-40)                                                            |      | große Ähnlichkeiten mit Pz Kpfw 35 H 734 (f), jedoch mit geändertem Laufwerk                                                                 |
| 736 21 (i)     | Pz Kpfw M/14-41 (i)       | Carro Armato M/14-41 (M14/41)                                                     |      | Hauptausstattung der italienischen Armee |
| 736 21 (r)     | Pz Kpfw MS 736 (r)        | Malyj-Sowjetski (T-18)                                                            |      | Nachfolger des Pz Kpfw RRu M 23-735 (r), ohne große äußerliche Veränderungen, nur noch für Ausbildungszwecke                                 |
| 737 21 (a)     | l Pz Kpfw M 2 A 3-737 (a) | Infantry Light Tank M2A3 (M2 Light Tank)                                          |      | gleiches Fahrgestell und Aufbau wie Pz Kpfw M 2-731 (a), jedoch mit zwei eckigen Türmen                                                      |
| 737 21 (e)     | l Pz Kpfw Mk VII 737 (e)  | Light Tank Mk VII (Light Tank Mk VII Tetrarch)                                    |      | Anfang 1940 eingeführt, Weiterentwicklung des l Pz Kpfw Mk VI C 736 (e), mit stärkerer Panzerung                                             |
| 737 21 (f)     | Pz Kpfw FCM 737 (f)       | Char de combat FCM (FCM 36)                                                       |      | geschweißtes Gehäuse und geneigte Panzerplatten                                                                                              |
| 737 21 (i)     | Pz Kpfw P 40 (i)          | Carro Armato P 40 (P26/40)                                                        |      | modernste italienische Panzerkampfwagen nach Vorbild des russischen Pz Kpfw T 34                                                             |
| 737 21 (r)     | Pz Kpfw T 26 A 737 (r)    | T 26 A (T-26 obr. 1931)                                                           |      | Lizenznachbau der Firma Vickers Armstrong, Teilweise mit 20 mm MG, 3,7 cm Kw K oder Flammenwerfer aufgewertet                                |
| 738 21 (b)     | Pz Kpfw AMC 738 (b)       | Char d’assaut (AMC 35)                                                            |      | aus Frankreich eingeführter Pz Kpfw mit Namen AMC Renault 1935                                                                               |
| 738 21 (e)     | m Pz Kpfw Mk II A 738 (e) | Vickers Mk II A (Vickers Medium Mark II)                                          |      | Weiterentwicklung des Vickers Mk I (1922) und Vickers Mk II (1927)                                                                           |
| 738 21 (f)     | Pz Kpfw AMC 738 (f)       | AMC 1935 R (AMC 35)                                                               |      | gleicht in äußerer Form dem Pz Kpfw 35 R 731 (f), hat aber größere Ausmaße, kräftigeres Laufwerk und genietet Panzerplatten                  |
| 738 21 (i)     | Pz Kpfw M 15-42 (i)       | Carro Armato M 15-42 (M15/42)                                                     |      | modernste italienische Abschluss der M-Reihe                                                                                                 |
| 738 21 (r)     | Pz Kpfw T 26 B 738 (r)    | T 26 B (T-26 obr. 1933)                                                           |      | Weiterentwicklung des Pz Kpfw T 26 A 737 (r) mit einem Geschützturm                                                                          |
| 739 21 (e)     | m Pz Kpfw 739 (e)         | Vickers Armstrongs 16 t (Vickers Medium Mark III)                                 |      | geplant als Ersatz für m Pz Kpfw Mk II A 738 (e), nur geringe Anzahl vorhanden                                                               |
| 739 21 (f)     | Pz Kpfw 35 S 739 (f)      | Char 1935 S (Somua S-35)                                                          |      | ist größter französischer Panzer in Stahlguss, niedrige Kettenführung                                                                        |
| 739 21 (r)     | F Pz Kpfw T 26 B 739 (r)  | T 26 B (KhT-130)                                                                  |      | Pz Kpfw T 26 B 738 (r) mit Flammenwerfer und abgeänderter Turmblende                                                                         |
| 740 21 (a)     | Pz Kpfw M 2 A 4-740 (a)   | Light Tank M2A4 (M2 Light Tank)                                                   |      | gleiche Fahrgestell wie Pz Kpfw M 2-731 (a), Aufbau und Turm aber stärker gepanzert                                                          |
| 740 21 (e)     | s Pz Kpfw Mk II 740 (e)   | Vickers Independent (Vickers A1E1 Independent)                                    |      | stammt aus dem Jahr 1925 vermutlich nur als Modell                                                                                           |
| 740 21 (f)     | Pz Kpfw B 1 Bis 740 (f)   | Char B 1Bis (Renault Char B1)                                                     |      | Verwendung als Unterstützungspanzer, gleicher Turm wie Pz Kpfw D 2-733 (f)                                                                   |
| 740 21 (r)     | Pz Kpfw T 26 C 740 (r)    | T 26 C (T-26 obr. 1939)                                                           |      | gleiches Fahrgestell wie Pz Kpfw T 26 A 737 (r) und Pz Kpfw T 26 B 738 (r), Turm mit geneigten Panzerwänden und Rundblickfernrohr            |
| 741 21 (e)     | Kr Pz Kpfw Mk I 741 (e)   | Cruiser Tank Mk I (früher Cruiser A 9) (Cruiser Tank Mk I (A9))                   |      | 1939 eingeführt, Weiterentwicklung des m Pz Kpfw 739 (e)                                                                                     |
| 741 21 (f)     | Pz Kpfw 3 C 741 (f)       | Char 3 C (Char 2C)                                                                |      | |
| 741 21 (r)     | Br Pz Kpfw 741 (r)        | in D 50/12 keine Angabe (SST-26)                                                  |      | Pz Kpfw T 26 C 740 (r) mit einigen Änderungen im Aufbau als Brückenträger genutzt                                                            |
| 742 21 (e)     | Kr Pz Kpfw Mk II 742 (e)  | Cruiser Tank Mk II (früher Cruiser A 10) (Cruiser Tank Mk. II (A10))              |      | hervorgegangen aus dem Kr Pz Kpfw Mk I 741 (e), verstärkte Panzerung                                                                         |
| 742 21 (r)     | Pz Kpfw BT 742 (r)        | Bystrochodni tank (BT-Serie)                                                      |      | nach amerikanischen Lizenzen gebaut (Christie), Varianten von BT 1 bis 7                                                                     |
| 743 21 (a)     | Pz Kpfw T 3 E 2-743 (a)   | Medium Tank T3E2 (T3E2 Medium tank)                                               |      | stammt aus dem Jahr 1933, kann auf Räder oder Ketten laufen                                                                                  |
| 743 21 (e)     | Kr Pz Kpfw Mk III 743 (e) | Cruiser Tank Mk III (früher Cruiser A 13 Mk I) (Cruiser Tank Mk. III (A13 Mk. I)) |      | Ende 1939 eingeführt |
| 743 21 (r)     | Pz Kpfw T 60-743 (r)      | T 60 (T-60)                                                                       |      | schwach gepanzert und von geringem Kampfwert                                                                                                 |
| 744 21 (e)     | Kr Pz Kpfw Mk VI 744 (e)  | Cruiser Tank Mk IV (früher Cruiser A 13 Mk II) (Cruiser Tank Mk. IV (A13 Mk. II)) |      | stärkere Panzerung als der Kr Pz Kpfw Mk III 743 (e)                                                                                         |
| 745 21 (e)     | Kr Pz Kpfw Mk V 745 (e)   | Cruiser Mk V (früher Cruiser A 13 Mk III) (Cruiser Tank Mk V Covenanter (A13))    |      | entwickelt aus dem Kr Pz Kpfw Mk VI 744 (e), veränderter Turm                                                                                |
| 746 21 (a)     | Pz Kpfw M 2-746 (a)       | Medium Tank M2 (M2 Medium Tank)                                                   |      | ähnliche Kettenaufhängung wie Pz Kpfw M 2-731 (a), aber 3 statt 2 Rollenwagen, vermutlich nicht eingeführt worden                            |
| 746 21 (e)     | Kr Pz Kpfw Mk VI 746 (e)  | Cruiser Tank Mk VI (früher Cruiser A 15) (Cruiser Tank Mk VI Crusader)            |      | Christie-Fahrgestell mit 5 großen Laufrollen                                                                                                 |
| 746 21 (r)     | Pz Kpfw T 28-746 (r)      | T 28 (T-28 (Panzer))                                                              |      | stark von deutschen und englischen Konstruktionen beeinflusst                                                                                |
| 747 21 (a)     | Pz Kpfw M 3-747 (a)       | Medium Tank M 3 -Pilot- (M3 Lee/Grant)                                            |      | Weiterentwicklung des Pz Kpfw M 2-746 (a), gleiches Fahrgestell, aber verschiedene Aufbauten                                                 |
| 747 21 (e)     | I Pz Kpfw Mk I 747 (e)    | I-Tank Mk I (früher A 11 oder Matilda I) (Infantry Tank Mk I Matilda I)           |      | 1939 eingeführt, stark gepanzert aber sehr langsam                                                                                           |
| 747 21 (r)     | Pz Kpfw T 34-747 (r)      | T 34 (T-34)                                                                       |      | Neuentwicklung der Russen, normale und verstärkte Ausführung                                                                                 |
| 748 21 (a)     | Pz Kpfw M 4-748 (a)       | Medium Tank M4 (M4 Sherman)                                                       |      | Weiterentwicklung des Pz Kpfw M 3-747 (a), niedriger, schneller und stärker gepanzert                                                        |
| 748 21(e)      | I Pz Kpfw Mk II 748 (e)   | I-Tank Mk II (früher A 12 oder Matilda II) (Infantry Tank Mk II Matilda II)       |      | Anfang 1940 eingeführt, als Zugführerwagen gedacht                                                                                           |
| 748 21 (r)     | Pz Kpfw T 28 „V“ 748 (r)  | T 28 (T-28E)                                                                      |      | durch nachträglich aufgeschweißte Panzerplatten verstärkter Pz Kpfw T 28-746 (r)                                                             |
| 749 21 (e)     | I Pz Kpfw Mk III 749 (e)  | I-Tank Mk III (früher Valentine) (Infantry Tank Mk III Valentine)                 |      | gleiche Laufwerk wie Kr Pz Kpfw Mk II 742 (e), Panzerung ähnlich des I Pz Kpfw Mk I 747 (e)                                                  |
| 751 21 (r)     | Pz Kpfw T 35 A 751 (r)    | T 35 A (T-35)                                                                     |      | stark von deutschen und englischen Konstruktionen beeinflusst                                                                                |
| 752 21 (r)     | Pz Kpfw T 35 C 752 (r)    | T 35 C (SMK)                                                                      |      | wahrscheinlich nur eine Zwischenlösung |
| 753 21 (r)     | Pz Kpfw KW Ia-753 (r)     | Klim Woroschilow (KW-1 obr. 1940)                                                 |      | unverstärkte Ausführung |
| 754 21 (r)     | Pz Kpfw KW II 754 (r)     | Klim Woroschilow (KW-2)                                                           |      | gleiches Fahrgestell wie Pz Kpfw KW Ia-753 (r)                                                                                               |
| 755 21 (r)     | Pz Kpfw KW Ib-755 (r)     | Klim Woroschilow (KW-1 E)                                                         |      | Wanne und Turm zusätzlich verstärkt |
| 756 21 (r)     | Pz Kpfw KW Ic-756 (r)     | Klim Woroschilow (KW-1 obr. 1941)                                                 |      | Wanne und Turm organisch verstärkt |